# Alberto Beltrán
Alberto Amancio Beltrán (Palo Blanco; 5 de mayo de 1923 - Miami; 2 de febrero de 1997), más conocido artísticamente como Alberto Beltrán fue un cantante dominicano, conocido como «El negrito del Batey».[cita requerida]

## Primeros años
Beltrán nació en la localidad de Palo Blanco, en la provincia de La Romana, República Dominicana. De niño, apenas alcanzó una formación básica ya que la situación económica de su familia lo obligó a vender golosinas en las calles. A los catorce años se sintió atraído por la música y debutó como cantante aficionado en la radio. Esta primera incursión artística lo llevó a tomar clases de canto.[cita requerida]
Desde 1946 hasta 1951 perteneció  a varias agrupaciones en su país, como «Brisas de Oriente». Más tarde, formó su propio grupo llamado «Dominican Boys».[cita requerida]

## Proyección internacional
En 1951 emigró a Puerto Rico. Allí, grabó con "Los Diablos del Caribe", grupo de Mario Hernández, el tema "El 19". Después viajó a Cuba, primero a Santiago y luego a La Habana en 15 de julio de 1954, para trabajar con la cantautora boricua Myrta Silva en Radio Mambí.[cita requerida]
El 16 de agosto de ese mismo año, fue requerido por la Sonora Matancera y grabó la composición Ignoro tu existencia de Rafael Pablo de la Motta  y Aunque me cueste la vida de la inspiración del dominicano Luis Kalaff. Ambos temas, a ritmo de bolero, fueron grabados en un mismo disco de 78 r. p. m.[cita requerida]
El 16 de noviembre, grabó el merengue El negrito del batey compuesto por Medardo Guzmán, que lo catapultó internacionalmente al constituirse en un éxito de ventas. De allí provino el sobrenombre con el que se hizo popular. Ese mismo día también grabó los boleros Todo me gusta de Ti del autor Cuto Esteves, Enamorado de la inspiración de José Balcalcer y, por segunda vez, El 19 de Radhamés Reyes Alfau.[cita requerida]
El 18 de enero de 1955 grabó sus últimas piezas con la Orquesta Sonora Matancera. Luego, pasó un tiempo en Venezuela donde dejó registros fonográficos con las orquestas "Sonora Caracas", Los Megatones de Lucho y la Orquesta de Jesús "Chucho" Sanoja. Contratado por el músico dominicano asentado en Venezuela, Billo Frómeta, participó en dos álbumes grabados en estudios de Cuba: "Evocación" (1956) en el cual actuó como solista y "La Lisa-Maracaibo", en el cual compartió créditos con el cantante cubano Carlos Díaz.[cita requerida]
Muere el 3 de febrero de 1997, de una enfermedad cerebro-vascular aguda, en la ciudad de Miami, Estados Unidos  Fue enterrado con honores en República Dominicana.[cita requerida]